# Самборский, Богуслав
Богуслав Самборский (пол. Bogusław Samborski, псевдоним — Готлиб Самбор; род. 14 апреля 1897, Варшава, Польша, Российская империя — ум. 1971, Аргентина) — польский театральный и киноактер.

## Биография
Богуслав Самборский родился 14 апреля 1897 года в Варшаве. После окончания гимназии учился в 1914 —1915 годах в драматической школе при Варшавском музыкальном обществе. В 1916 году он играл в театре-кабаре; в 1918 — 19 годах выступал в театрах Кракова и Лодзи. Участвовал в советско-польской войне. В межвоенный период постоянно играл на сцене Польского театра в Варшаве, периодически появляясь на сценах Львова, Кракова, Познани и Люблина.
В 1941 году Богуслав Самборский снялся в нацистском пропагандистском антипольском фильме «Возвращение домой» (реж. Густав Учицки). Он согласился на главную роль бургомистра, скорее всего, через опасением за судьбу жены-еврейки. После убийства актера-коллаборациониста Иго Сыма, который отбирал польский актеров для участия в фильме, Самборский, опасаясь за свою жизнь, переехал в Австрию, где снимался в кино под именем Готтлиба Самбора.
После Второй мировой войны Самборский остался в Германии, однако, узнав, что в Польше его заочно приговорили в 1948 году к пожизненному заключению за участие в фильме «Возвращение домой» и, опасаясь экстрадиции, он эмигрировал в Аргентину, где и умер в 1971 году.

## Фильмография
| Год  | Название                 | Оригинальное название      | Роль                                |
| ---- | ------------------------ | -------------------------- | ----------------------------------- |
| 1921 | Чудо на Висле            | Cud nad Wisła              | Михал, брат Кристи                  |
| 1925 | Ивонка                   | Iwonka                     | Форналь                             |
| 1928 | Канун весны              | Przedwiośnie               | Барвицкий                           |
| 1929 | Греховная любовь         | Grzeszna miłość            | Раушке                              |
| 1929 | Дорогой позора           | Szlakiem hańby             | Кароль Воляк                        |
| 1929 | Полицмейстер Тагеев      | Policmajster Tagiejew      | Тагеев, полицмейстер                |
| 1930 | В Сибирь                 | Na Sybir                   | Серов полковник жандармерии         |
| 1930 | Корыстная любовь         | Niebezpieczny romans       | Хероним Спеванкевич, кассир в банке |
| 1930 | Красота жизни            | Uroda życia                | генерал Поленов                     |
| 1931 | Десять из Павиака        | Dziesięciu z Pawiaka       | генерал жандармерии                 |
| 1931 | Опасный рай              | Niebezpieczny raj          | Гейст                               |
| 1933 | История греха            | Dzieje grzechu             | Похронь                             |
| 1933 | Под твою защиту          | Pod twoją obronę           | хирург                              |
| 1933 | Прокурор Алиция Горн     | Prokurator Alicja Horn     | Бруницкий, профессор                |
| 1933 | Шпион в маске            | Szpieg w masce             | Педро, шеф агентуры                 |
| 1934 | Молодой лес              | Młody las                  | Старогренадский, директор           |
| 1936 | Пан Твардовский          | Pan Twardowski             | жених Нети                          |
| 1936 | Роза                     | Róża                       | Бенедикт Чаровиц                    |
| 1938 | Геенна                   | Gehenna                    | Теодор Косьцеша                     |
| 1938 | Граница                  | Granica                    | Чехлинский                          |
| 1938 | Женщины над пропастью    | Kobiety nad przepaścią     | Мюлер, владелец кабака              |
| 1938 | Костюшко под Рацлавицами | Kosciuszko pod Raclawicami | Антони Мадалинский                  |
| 1939 | Жена и не жена           | Żona i nie żona            | Станислав Гейст                     |
| 1939 | Враньё Кристини          | Kłamstwo Krystyny          | Климкевич, владелец «Автоконцерна»  |
| 1939 | О чём не говорят…        | O czym się nie mówi…       | Корнблюм, директор кабаре «Орфей»   |
| 1941 | Возвращение домой        | Heimkehr                   | бургомистр                          |
| 1945 | Шива и цветок виселицы   | Shiva und die Galgenblume  |                                     |
| 1947 | На краю земли            | Am Ende der Welt           | Стефан Грабовский                   |